# Maupertuis (cràter)
Maupertuis és el romanent d'un cràter d'impacte que es troba en la part nord de la cara visible de la Lluna. Es troba a la zona de terreny accidentat al nord del Sinus Iridum, una badia en el sector nord-oest del Mare Imbrium. Al nord es localitza el cràter La Condamine i el Mare Frigoris.

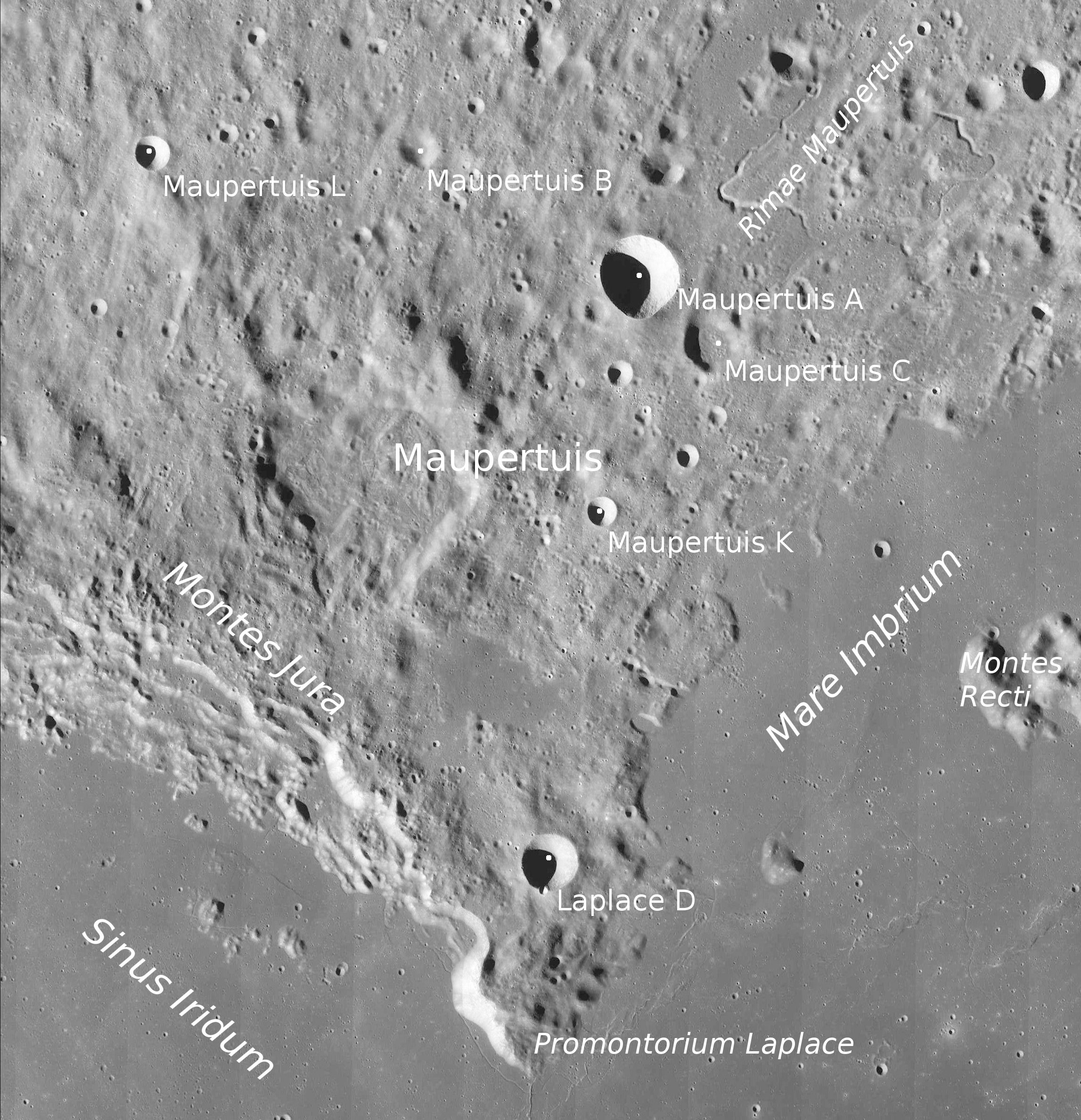
Localització de Maupertuis. Fotografia de la missió LRO

Aquest és un cràter que ha estat gairebé esborrat per una intensa història d'impactes, deixant només un romanent desintegrat del brocal original. La vora externa que sobreviu no és especialment circular, havent estat remodelada en un esquema vagament pentagonal. Presenta esquerdes profundes produïdes per altres cràters al nord-est. El sòl interior no presenta un estat molt millor, sent aspre i irregular.
Al nord-est d'aquest cràter apareix un sistema d'esquerdes designat Rimae Maupertuis, possiblement format a partir de processos geològics. Cal bona visió i un gran telescopi per observar aquests solcs des de la Terra.
El cràter va ser anomenat en honor del matemàtic i astrònom francès Pierre Louis Moreau de Maupertuis (1698-1759).

## Cràters satèl·lit

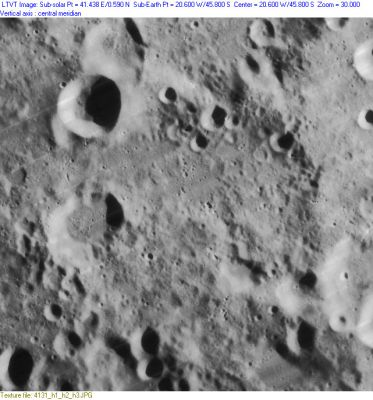
Fotografia de la missió Lunar Orbiter 4

Per convenció aquests elements són identificats en els mapes lunars posant la lletra en el costat del punt central del cràter que està més proper a Maupertuis.
|            | \| Maupertuis \| Coordenades \| Diàmetre \| \| ---------- \| ------------------------------------ \| -------- \| \| A \| 50° 36′ N, 24° 42′ O / 50.6°N,24.7°O \| 14 km \| \| B \| 51° 18′ N, 26° 42′ O / 51.3°N,26.7°O \| 6 km \| \| C \| 50° 12′ N, 24° 00′ O / 50.2°N,24.0°O \| 11 km \| \| K \| 49° 18′ N, 25° 00′ O / 49.3°N,25.0°O \| 6 km \| \| L \| 51° 18′ N, 29° 12′ O / 51.3°N,29.2°O \| 6 km \| |          |
| Maupertuis | Coordenades | Diàmetre |
| A          | 50° 36′ N, 24° 42′ O / 50.6°N,24.7°O | 14 km    |
| B          | 51° 18′ N, 26° 42′ O / 51.3°N,26.7°O | 6 km     |
| C          | 50° 12′ N, 24° 00′ O / 50.2°N,24.0°O | 11 km    |
| K          | 49° 18′ N, 25° 00′ O / 49.3°N,25.0°O | 6 km     |
| L          | 51° 18′ N, 29° 12′ O / 51.3°N,29.2°O | 6 km     |